# Frontière entre les Émirats arabes unis et Oman
La frontière entre les Émirats arabes unis et Oman est la frontière internationale séparant les Émirats arabes unis et Oman. Sa longueur totale est de 410 km.

## Caractéristiques

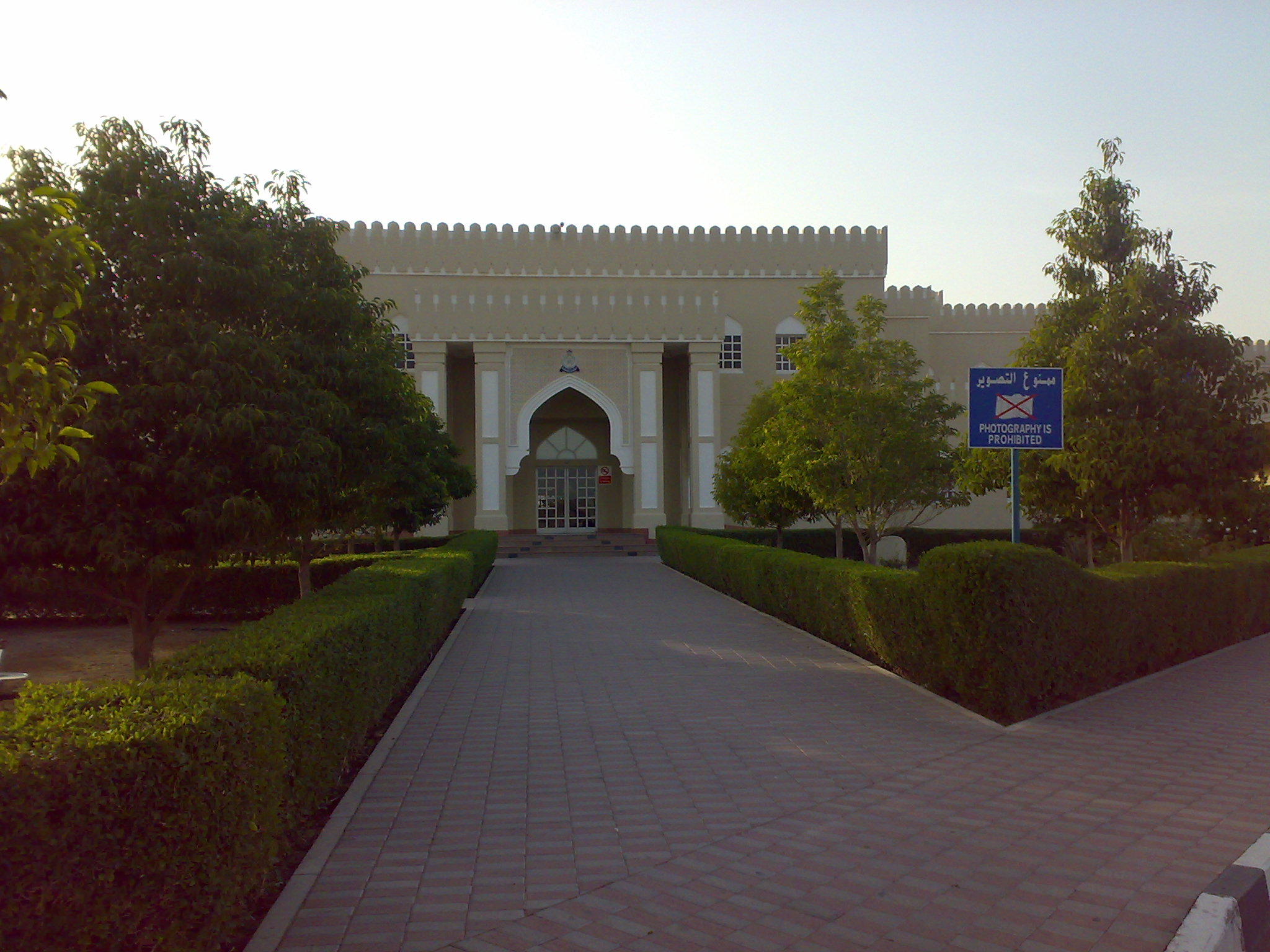
Poste-frontière à Al Wajajah

La frontière principale entre les deux pays est située au sud-est et à l'est des Émirats et au nord-ouest et au nord d'Oman. Elle débute au niveau de la jonction des frontières Arabie saoudite/Émirats arabes unis et Arabie saoudite/Oman. Elle se termine dans l'océan Indien.
Le deuxième segment de frontière sépare la péninsule de Musandam, sous souveraineté omanaise mais séparée du reste du pays, des Émirats.
Les deux derniers segments sont formés par deux enclaves. La première, Madha, est une enclave omanaise à l'intérieur des Émirats. La deuxième, Nahwa, est une enclave de l'émirat de Charjah à l'intérieur même de Madha.
Le principal point de passage entre les deux pays est celui situé entre les villes d'Al-Aïn aux Émirats et Buraimi à Oman.